# 巴辛 (阿拉巴馬州)
巴辛（英語：Basin）是一個位於美國阿拉巴馬州科菲縣的非建制地區。該地的面積和人口皆未知。

## 地理
巴辛的座標為31°20′30″N 86°07′51″W / 31.34166°N 86.13083°W，而該地最高點為海拔高度105米（即344英尺）。